# Майдан Азаді
35°41′59″ пн. ш. 51°20′16″ сх. д. / 35.699722222222° пн. ш. 51.337777777778° сх. д.
Площа Азаді (Свободи) (перс. میدان آزادی — Meydān e Āzādi) — найбільша площа Тегерана — столиці Ірану. Займає площу 50 000 м². У центрі площі розташована відома у всьому світі вежа, символ Тегерана — Башта Азаді, висота якої складає 45 метрів.
Розташована в західній частині Тегерану, поряд з міжнародним аеропортом Мехрабад, який є другим за велечиною аеропортом Тегерана після міжнародного аеропорту імені Імама Хомейні. Також поряд з площею та вежею проходять важливі транспортні вузли Тегерана та Ірану, такі як автострада Саїді, автомагістраль у Кередж, автомагістраль Мухаммада Алі Джинни, а також початок однієї з найбільших та найдовших вулиць Тегерана – проспекту Азаді.
Є другою за величиною площею Ірану, після площі Азербайджану (125 000 м²) у Тебризі, яке знаходиться на північному заході Ірану. Площу, як і вежу Азаді, відкрито в 1971 з нагоди 2500-річчя перської державності.
До 1979 площа і вежа мали назву Шахяд, що в перекладі з перської мови означає Пам'ять Шахів. Після ісламської революції в Ірані в 1979 площа і вежа перейменовані в Азаді, що в перекладі з перської перекладається як Свобода.